# Río Oscuro
Río Oscuro är ett vattendrag  i Chile.   Det ligger i regionen Región de Aisén, i den södra delen av landet, 1 400 km söder om huvudstaden Santiago de Chile.
Omgivningen kring Río Oscuro består i huvudsak av gräsmarker och området är mycket glesbefolkat, med 6 invånare per kvadratkilometer.